# Julian C. Chambliss
Pour les articles homonymes, voir Chambliss.
Julian C. Chambliss (né le 21 décembre 1971 à Sylacauga) est un historien américain dont les travaux portent sur les Afro-Américains, l'urbanisme et les médias (en particulier les comics).

## Publications
- Ages of heroes, eras of men : superheroes and the American experience  (dir. avec William L. Svitasky et Thomas C. Donaldson), Newcastle, Cambridge Scholars Publishing, 2014 (ISBN 978-1-4438-6697-2).
- Cities imagined : the African diaspora in media and history  (avec Walter Greason), Dubuque, Kendall Hunt Publishing Company, 2018, 188 p. (ISBN 978-1-5249-5109-2).
- Assembling the Marvel cinematic universe : essays on the social, cultural and geopolitical domains  (dir. avec William L. Svitasky et Daniel Fandino), Jefferson, McFarland & Company, 2018, 262 p. (ISBN 978-1-4766-3285-8, lire en ligne).